# Hanna Lejonqvist
Hanna Maria Lejonqvist, född 17 februari 1980 i Uppåkra i Skåne, är en svensk filmklippare.
Lejonqvist är utbildad på Dramatiska Institutets filmklipparlinje och avlade examen 2008. Hon studerade innan dess vid Skurups film- och tv-linje, European Film College i Danmark samt studerade drama och teater på Lunds universitet. Hon inledde sin karriär som filmklippare 2002.
Lejonqvist har vunnit tre Guldbaggar för Bästa klippning. Vid Guldbaggegalan 2012 vann hon för The Black Power Mixtape 1967-1975 (2011), 2013 för klippningen till Palme och 2022 vann hon för Världens vackraste pojke. Inför Guldbaggegalan 2016 nominerades hon för klippningen av spelfilmen Det vita folket.
Sedan 2020 är hon filmkonsulent för långfilm vid Svenska filminstitutet.

## Filmografi (klippning) i urval
- 2005 – Nålsögat
- 2009 – Dirty Diaries
- 2011 – The Black Power Mixtape 1967-1975
- 2011 – El Médico - the Cubaton Story
- 2012 – Palme
- 2015 – Min lilla syster
- 2015 – Det vita folket
- 2015 – Tsatsiki, farsan och olivkriget
- 2016 – Hotellet
- 2017 – I Called Him Morgan
- 2018 – Ensamma i rymden
- 2019 – 438 dagar
- 2020 – Greta
- 2021 – Snabba cash (TV-serie)
- 2021 – Världens vackraste pojke